# Никто не знает про секс
«Никто́ не зна́ет про секс» — российская кинокомедия 2006 года.

## Сюжет
Всю свою жизнь Егор прожил в глухой тайге. Все свои знания о мире он почерпнул из рассказов своего единственного родственника — старого деда-охотника. Однажды Егор случайно познакомился с телеведущей Ангелиной, влюбился в неё и решил на ней жениться, для чего уехал в Москву. Однако привыкнуть к столичному темпу жизни ему будет очень непросто, к тому же герой начинает испытывать страсть к своей кузине Ане. Параллельно с этим Егор примет решение участвовать в реалити-шоу «Фактор секса», призом в котором является интимная близость с Ангелиной, что заставит героя делать выбор между запретной любовью и сексом.

## В ролях
| Актёр                | Роль              |
| -------------------- | ----------------- |
| Николай Мачульский   | Егор              |
| VJ Аврора            | Ангелина          |
| Анатолий Кузнецов    | дед Егора         |
| Максим Коновалов     | Максим Шишко      |
| Кирилл Конахин       | Кеша              |
| Мария Гончар         | Аня               |
| Михаил Ефремов       | отец Кеши         |
| Елена Яковлева       | мать Кеши         |
| Руслан Сасин         | Колян             |
| Александр Баширов    | Стасик            |
| Анастасия Задорожная | Ника              |
| Владимир Панков      | «Снежный человек» |

## Оценки
Лидия Маслова, «Коммерсантъ»:

Сумбурное зрелище, созданное сценаристом «Бумера» Денисом Родиминым и неопытным режиссёром Алексеем Гордеевым, пропагандирует руссоистский лозунг «Назад к природе» в форме скабрезного хихиканья над юношеской озабоченностью, женской неудовлетворённостью и мужской импотенцией. <…> «Никто не знает про секс» ведёт свою родословную от Анатолия Эйрамджана, хотя весьма вероятно, что ни одного его фильма ни сценарист, ни режиссёр не видели. Но парадоксальным образом у них получился своеобразный «Эйрамджан наоборот»: если автор поистине классических теперь «Бабника» и «Моей морячки» делал фильмы о половой жизни довольно взрослых людей, но от них веяло неутолённым подростковым любопытством к сексуальной тематике, то в «Никто не знает…», напротив, большая часть юных героев заниматься сексом ещё не начинала, однако в интонациях фильма сквозят усталость и пресыщенность эротикой, одолевающей отовсюду.

Андрей Мерешкин, «Кинокадр»:

За <…> проекцию на реальную жизнь и личную самоиронию, которую можно наблюдать в течение всего фильма, Аврора заслуживает отдельного почтения — не побоялась позволить режиссёру <…> над собой поиздеваться. Равно как и все остальные. Но главный результат достигнут — картина смешная (для своего жанра), молодёжная, интересная (целевой аудитории и не только), впрочем, как и было заявлено. <…> Не претендуя ни на какую художественную ценность, фильм демонстрирует особый дар, присущий русскому характеру вообще и сценаристу Денису Родимину в частности — шутить без тени пошлости и распущенности над такой пикантной темой, как секс.

Антон Сидоренко, «Кинопарк»:

К счастью, «Никто не знает про секс» оказался не очередной кинотусовкой (о чём свидетельствует отсутствие в кадре Ренаты Литвиновой и Гоши Куценко). Когда смотришь этот фильм, то смешно оттого, что действительно смешно, а не потому, что в сотый раз видишь комический гений Михаила Ефремова (как бы ему, наконец, избавиться от подобного амплуа?!) или слышишь, как матерится Аврора. Признаемся, шутки в «Никто не знает про секс» довольно солёные, но актёры произносят их абсолютно не пошло. Что свидетельствует об определённом мастерстве, до этого в русскоязычном кино практически отсутствовавшем.

Алексей Копцев, «SQD»:

Аврору жалко. Она совершенно и безнадёжно проигрывает на фоне другой здешней красотки Маши Гончар, которая сыграла сестру Егора Аню. Эта пара вообще получилось удивительно симпатичной, органичной и, о майн гот, действительно сексуальной. И всё благодаря чувствам, эмоциям и любви. Куда ж без неё? <…> Вроде комедия, и молодёжная, и про любовь. А некоторые гэги, вроде реакции Егора на сотовый телефон, и правда заставляют смеяться. Да и вообще, всё у нас будет хорошо — раз «сортирный юмор» вдруг обернулся ещё одной историей человеческих отношений. Пусть и на современный, яркий, столичный манер.

## Никто не знает про секс 2: No sex
«Никто не знает про секс 2: No sex» — кинокомедия 2008 года.
Сюжет
Второстепенные герои первого фильма — Кеша и Максим Шишко — приехали в Сочи, где снимается реалити-шоу «No sex», в ходе которого несколько семейных пар на грани развода живут на роскошной вилле и отказываются от половых отношений, чтобы устранить свои противоречия. В свободное время от съёмочного процесса ведущая шоу Арабелла живёт без каких-либо ограничений, ставя под угрозу свою карьеру.
В ролях
| Актёр                 | Роль               |
| --------------------- | ------------------ |
| Ксения Собчак         | Арабелла Кукушкина |
| Кирилл Конахин        | Кеша               |
| Максим Коновалов      | Максим Шишко       |
| Александр Баширов     | Стасик             |
| Александр Робак       | спонсор            |
| Дарья Чаруша          | Ника               |
| Станислав Дужников    | Сеня Волобуев      |
| Кристина Бабушкина    | Ангелина Волобуева |
| Екатерина Мадалинская | Анжела             |
| Лина Миримская        | модель Овечкина    |
| Валерий Лернер        | Федя Овечкин       |
| Руслан Сасин          | Колян              |
| Софья Ледовских       | Дуня Пряник        |
| Андрей Кайков         | Майкл              |

Оценки
Светлана Степнова, «Ruskino»:

…высмеивая пошлые и нелепые реалити-шоу, легко и самим скатиться в пошлость… <…> …герои нового российского фильма выглядят и ведут себя как полные идиоты, покорно выполняющие всё, что им велят дяди и тёти из телевизора… <…> Увы, психотерапия телеведущих сводится к кормлению несчастных супругов крохотными порциями травы, заменяющими трёхразовое питание, и обучению своих подопечных сексуальным позам, которые больше похожи на упражнения спортивной гимнастики… <…> Сюжет <…> распадается на череду эпизодов, не имеющих друг к другу ни малейшего отношения и соединенных вместе только по воле сценаристов и режиссёра, а действующие лица представляют собой набор самых нелепых и надоевших штампов… <…> …почти все актёры играют ужасно, видимо, считая, что лента получается смешной, когда исполнители валяют дурака.

Дарья Серебряная, «Time Out»:

Из первого фильма во второй перекочевал, кажется, один только розовый микрофон. Тут группа половозрелой молодежи участвует в экстремальном реалити-шоу — на протяжении месяца им предстоит воздерживаться от секса с соблазнительными участницами, чтобы в финале овладеть ведущей (Ксенией Собчак). Приз спорный, но тем смешнее.

Софья Сапожникова, «Афиша»:

Главная особенность к/ф «Никто не знает про секс 2» — полноценная главная роль магистра политологии К. А. Собчак. Магистр не первый год самоотверженно выполняет социальную функцию Пэрис Хилтон на российской почве. Однако победу по пункту «кинематограф» мы с прискорбием вынуждены присудить вандербильдихе: её старинный документальный дебют решал вынесенную в заглавие фильма проблему куда радикальнее.